# Luis Zárate
Luis Zárate (nascido em 25 de novembro de 1940) é um ex-ciclista olímpico mexicano. Representou sua nação em dois eventos nos Jogos Olímpicos de Verão de 1960.